# Národní park Itatiaia
Národní park Itatiaia (portugalsky Parque Nacional do Itatiaia) je nejstarší národní park v Brazílii, založený 14. června 1937. Nachází se povodí řeky Paraíba do Sul nedaleko stejnojmenného města na hranicích států Rio de Janeiro a Minas Gerais a zaujímá plochu 280,8 km². Název znamená v domorodém jazyce tupí „špičatá skála“. Ročně sem přijde okolo 120 000 návštěvníků.
Národní park leží v pohoří Serra da Mantiqueira a jeho nejvyšším bodem je Pico das Agulhas Negras (2 791 m n. m.). Významnými turistickými atrakcemi jsou vodopády Cachoeira Poranga a Cachoeira Véu de Noiva, jezero Lagoa Azul a skalní útvar Pedra do Altar. V závislosti na nadmořské výšce zde vládne středozemní podnebí a vlhké subtropické podnebí, v zimních měsících teploty klesají pod bod mrazu. Oblast patří k biomu Atlantický les, roste zde endemický strom Buchenavia hoehneana, hvězdníky a bromélie. Žije zde 350 druhů ptáků, např. kolibřík bělobradý, trogon surukura nebo ostrochvostka riodejaneirská, součástí místní fauny jsou také ropucha jihobrazilská, puma americká, chápan pavoučí, hyrare, nosál červený, pekari páskovaný, paka nížinná a veverka Sciurus ingrami.